# Willi Damm
Willi Damm, nemški general in politik, * 15. februar 1930, Leipzig, † 4. januar 2012, Berlin.
Damm je bil od leta 1956 do padca Vzhodne Nemčije vodja Oddelka X (mednarodne povezave) Ministrstva za državno varnost Nemške demokratične republike, ki se je ukvarjalo z nadzorom, prisluškovanjem,...